# Sapheneutis camerata
Sapheneutis camerata är en fjärilsart som beskrevs av Edward Meyrick 1907. Sapheneutis camerata ingår i släktet Sapheneutis och familjen säckspinnare. Inga underarter finns listade.